# Amath Faye
Amath Faye (* 3. Februar 1996) ist ein senegalesischer Leichtathlet, der im Weit- und Dreisprung an den Start geht.

## Sportliche Laufbahn
Erste internationale Erfahrungen sammelte Amath Faye im Jahr 2018, als er bei den Afrikameisterschaften in Asaba mit 15,50 m den elften Platz im Dreisprung belegte. 2022 gewann er dann bei den Afrikameisterschaften in Port Louis mit windunterstützten 7,70 m die Bronzemedaille im Weitsprung hinter dem Botswaner Thalosang Tshireletso und Cheswill Johnson aus Südafrika. Zudem gelangte er im Dreisprung mit 14,80 m auf Rang 15. Anschließend gewann er bei den Islamic Solidarity Games in Konya mit 16,16 m die Bronzemedaille im Dreisprung hinter dem Türken Necati Er und Alexis Copello aus Aserbaidschan und im Weitsprung belegte er mit 7,80 m den fünften Platz. Im Jahr darauf belegte er bei den Spielen der Frankophonie in Kinshasa mit 7,79 m den vierten Platz im Weitsprung und gewann im Dreisprung mit 16,61 m die Silbermedaille hinter Hugues Fabrice Zango aus Burkina Faso. 2024 gewann er bei den Afrikaspielen in Accra mit 16,24 m ebenfalls die Silbermedaille im Dreisprung hinter Zango und anschließend belegte er bei den Afrikameisterschaften in Douala mit 16,12 m den fünften Platz.
2023 wurde Faye senegalesischer Meister im Weit- und Dreisprung.

## Persönliche Bestleistungen
- Weitsprung: 7,88 m (+0,8 m/s), 10. Juni 2023 in Pierre-Bénite
- Dreisprung: 16,61 m (−0,4 m/s), 3. August 2023 in Kinshasa